# Варзиела
Варзиела (порт. Varziela)  —  район (фрегезия) в Португалии,  входит в округ Порту. Является составной частью муниципалитета  Фелгейраш. По старому административному делению входил в провинцию Дору-Литорал. Входит в экономико-статистический  субрегион Тамега, который входит в Северный регион. Население составляет 1985 человек на 2001 год. Занимает площадь 2,80 км².
Покровителем района считается Архангел Михаил (порт. S. Miguel). 